# Teorema di Tutte
Nella disciplina matematica della teoria dei grafi il teorema di Tutte, che prende nome da William Thomas Tutte, è una caratterizzazione dei grafi con accoppiamenti perfetti. È una generalizzazione del teorema dei matrimoni ed è un caso particolare della formula di Tutte-Berge.

## Teorema di Tutte
Un grafo, {\displaystyle \scriptstyle G=(V,E)}, ha un accoppiamento perfetto se e solo se per ogni sottoinsieme {\displaystyle \scriptstyle U} di {\displaystyle \scriptstyle V}, il sottografo indotto da {\displaystyle \scriptstyle V-U} ha al massimo {\displaystyle \scriptstyle |U|} componenti connesse con un numero dispari di vertici.

## Dimostrazione
Per prima cosa scriviamo la condizione:
{\displaystyle (*)\qquad \forall U\subseteq V,\quad o(G-U)\leq |U|}
Necessità di (∗): Si consideri un grafo {\displaystyle \scriptstyle G}, con un accoppiamento perfetto. Sia {\displaystyle \scriptstyle U} un sottoinsieme arbitrario di {\displaystyle \scriptstyle V}. Si elimini {\displaystyle \scriptstyle U}. Sia {\displaystyle \scriptstyle C} una componente dispari arbitraria in {\displaystyle \scriptstyle G-U}. Poiché {\displaystyle \scriptstyle G} aveva un accoppiamento perfetto, almeno un vertice in {\displaystyle \scriptstyle C} deve essere accoppiato a un vertice in {\displaystyle \scriptstyle U}. Quindi ciascuna componente dispari ha almeno un vertice accoppiato con un vertice in {\displaystyle \scriptstyle U}. Poiché ciascun vertice in {\displaystyle \scriptstyle U} può essere in questa relazione con al massimo una componente connessa (in quanto essa viene accoppiata al massimo una sola volta in un accoppiamento perfetto), {\displaystyle \scriptstyle o(G-U)\leq |U|}.
Sufficienza di (∗): Sia {\displaystyle \scriptstyle G} un grafo arbitrario che soddisfa (∗). Si consideri l'espansione di {\displaystyle \scriptstyle G} a {\displaystyle \scriptstyle G*\ }, un grafo massimamente imperfetto, nel senso che {\displaystyle \scriptstyle G} è un sottografo ricoprente di {\displaystyle \scriptstyle G*\ }, ma aggiungere uno spigolo a {\displaystyle \scriptstyle G*\ } darà come risultato un accoppiamento perfetto. Osserviamo che {\displaystyle \scriptstyle G*\ } soddisfa anche la condizione (∗) poiché {\displaystyle \scriptstyle G*\ } è {\displaystyle \scriptstyle G} con spigoli aggiuntivi. Sia {\displaystyle \scriptstyle U} l'insieme dei vertici di grado {\displaystyle \scriptstyle |V|-1}. Eliminando {\displaystyle \scriptstyle U}, otteniamo un'unione disgiunta di grafi completi (ciascuna componente è un grafo completo). Si può ora definire un accoppiamento perfetto accoppiando indipendentemente ogni componente pari, e accoppiando un vertice di una componente dispari {\displaystyle \scriptstyle C} a un vertice in {\displaystyle \scriptstyle U} e i vertici rimanenti in {\displaystyle \scriptstyle C} tra loro stessi (dal momento che rimane un numero pari di essi questo è possibile). I vertici rimanenti in {\displaystyle \scriptstyle U} possono essere accoppiati in modo simile, in quanto {\displaystyle \scriptstyle U} è completo.
Questa dimostrazione non è completa. Eliminare {\displaystyle \scriptstyle U} può creare un'unione disgiunta di grafi completi, ma il caso in cui ciò non accade è la parte più interessante e difficile della dimostrazione.